# Gehwerk

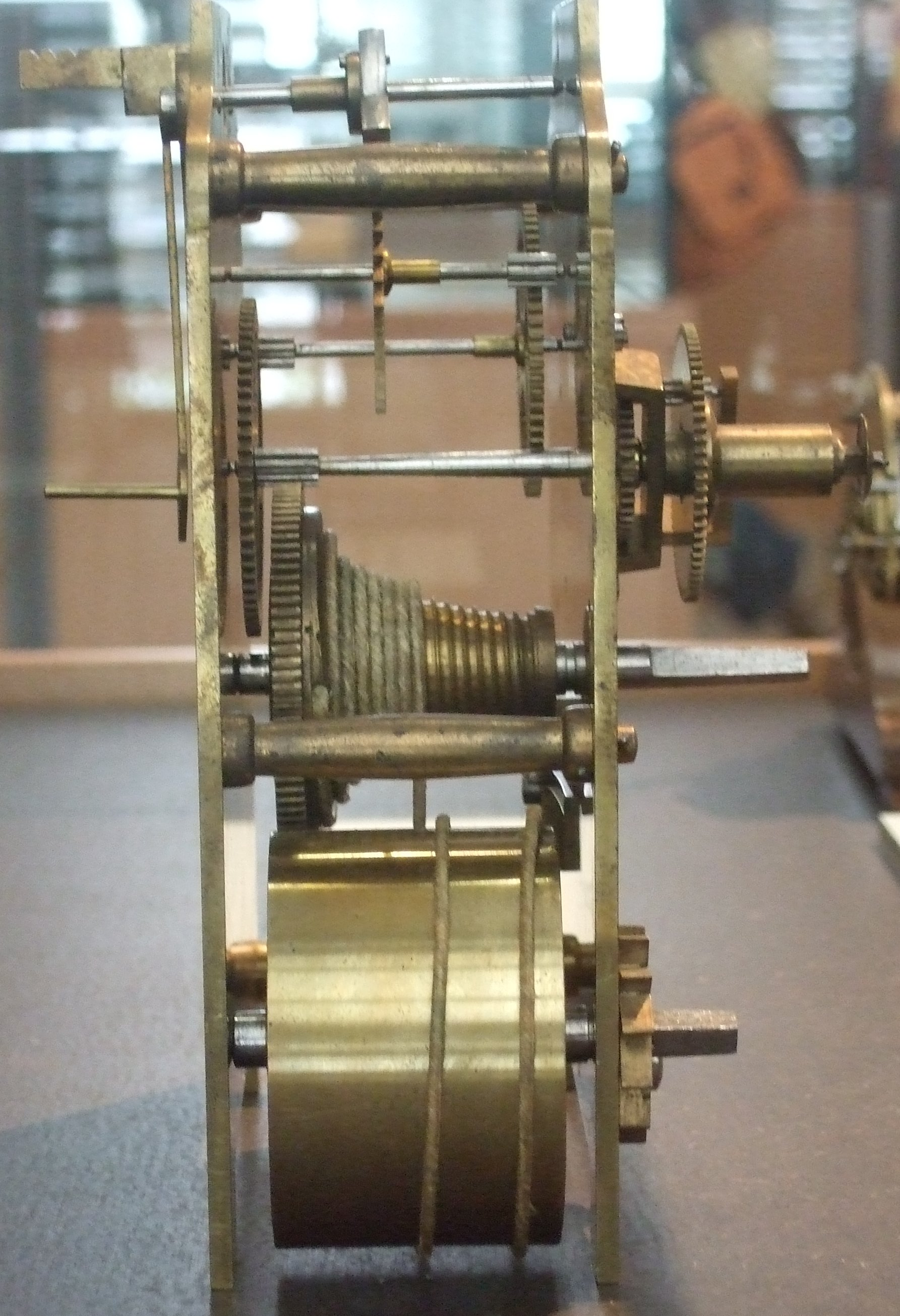
Uhrwerk von vermutlich einer Dial clock
unten: Federantrieb mit Schnecke
oben: dreistufiges Gehwerk (ohne Beisatzrad, Minutenrad als Stufe 1)
darüber: Anker-Hemmung
links außen: Aufhängung für Pendel
rechts außen: zum Zeigerwerk, konischer Vierkant für Aufzug

Gehwerk oder Laufwerk ist derjenige Teil des Räderwerks einer mechanischen Räderuhr, der den Energiespeicher (Antrieb) mit dem Schwingsystem (Gangregler) verbindet. Bei mechanischen Taschen- und Armbanduhren wird gelegentlich das gesamte Räderwerk als Gehwerk bezeichnet, oder mit Räderwerk ist eingeschränkt nur das Gehwerk gemeint.

## Beschreibung

### Das Gehwerk
Das Gehwerk ist die Baugruppe, die in jedem mechanischen Uhrwerk vorhanden ist. Während es bei Großuhren (vom Wecker bis zu Turmuhren) nur von Bedingungen der Ganggenauigkeit und des Herstellungsaufwandes bestimmt wird, kommen bei tragbaren Uhren (Taschen- und Armbanduhren) gelegentlich ästhetische Anforderungen hinzu. Dabei handelt es sich um Skelettuhren, Uhren mit offenen Zifferblättern oder mit einem Sichtboden aus Saphirglas, deren sämtliche Räderwerke und Kadraturen durch Finissage möglichst ansehnlich gemacht werden.
Das Gehwerk einer mechanischen Uhr besteht aus mehreren Getriebestufen aus meistens Stirnzahnrädern (mit in der Regel mehr als 20 Zähnen) und Trieben (mit in der Regel weniger als 20 Zähnen) zur Energieübertragung vom Antrieb (Federhaus, Walzenrad) bis zum Hemmungsrad vor dem Gangregler. Das Gehwerk hat grundsätzlich eine Übersetzung ins „Schnelle“ (die Drehzahl wird größer, das Drehmoment kleiner). Je mehr Getriebestufen in einem Gehwerk vorhanden sind, desto länger ist die Gangdauer als Zeitspanne bis zum erneuten Aufziehen der Uhr. Vom Gehwerk zweigt ein Zeigerwerk – je nach Uhrentyp von einer anderen der Getriebestufen – ab.

### Komponenten des Uhrwerks
- Energiespeicher
Der Antrieb mechanischer Uhren erfolgt aus einem Energiespeicher als erstem Bestandteil. Die Antriebskraft bzw. das Drehmoment wird meist durch ein hochgezogenes Gewicht (Gewichtantrieb), einer gespannten Feder (Federantrieb), einer Druckluftversorgung (Druckluftantrieb), Luftdruckschwankungen (Atmosphärischer Antrieb) oder mit elektrischem Strom (elektrischer Antrieb) realisiert. Der Feder- oder Gewichtantrieb wird von Hand oder mit Elektromotor aufgezogen, bevor sein Vorrat an potentieller Energie zu klein geworden ist.
- Gehwerk
- Schwingsystem
Das Schwingsystem besteht als letzter Bestandteil aus Hemmung und Gangregler (ein mechanischer harmonischer Oszillator). Die Hemmung verhindert den ungebremsten und ungleichmäßigen Ablauf des Uhrwerks und gibt Energie an den Gangregler ab, um dessen Reibungsverluste auszugleichen. Der Gangregler löst das Laufwerk über die Hemmung in gleichen kleinen Zeitabständen – im Takt − aus.
- Zeigerwerk
- Schlagwerk (optional)

### Getriebestufen des Räderwerks
Die Terminologie der einzelnen Getriebestufen im Räderwerk (und dem Gehwerk als Teil davon) ist historisch gewachsen und von Uhrentyp zu Uhrentyp recht unterschiedlich.
- Antrieb: Kettenrad, Walzenrad, Federhaus. Möglicher Abgang für das Zeigerwerk.
- Stufe 1: Beisatzrad. Durch mehrere Beisatzradstufen wird die Gangdauer der Uhr verlängert. Auch diese Stufe ist ein möglicher Abgang für das Zeigerwerk.
- Stufe 2: Minutenrad, Großbodenrad (mit Viertelrohr[6]). Häufigster Abgang für das Zeigerwerk.
- Stufe 3: Zwischenrad, Kleinbodenrad (mit Trieb)
- Stufe 4: Sekundenrad (mit Trieb), 2. Zwischenrad, Kronrad. Möglicher Abgang zur Sekundenanzeige, falls die Übersetzung für diese Stufe dafür vorgesehen ist.
- Hemmung: Hemmungsrad, z. B. Ankerrad, Gangrad, Steigrad

Die Stufen 1 bis 4 bilden das Gehwerk. Es gibt Gehwerke mit zwei bis sieben Getriebestufen.